# Gaegateun nalui ohu
Pour plus de détails, voir Fiche technique et Distribution.
Gaegateun nalui ohu (개 같은 날의 오후, littéralement « un après-midi de chien ») est un film sud-coréen réalisé par Lee Min-yong, sorti en 1995.

## Synopsis
C'est la journée la plus chaud du siècle. Dans un appartement de banlieue, les femmes s'éventent et les hommes boivent. Soudain, un mari violent poursuit sa femme. Celle-ci meurt sur le chemin de l'hôpital et les femmes se révoltent. La Corée suit leur combat à la télévision pendant quatre jours et quatre nuits.

## Fiche technique
- Titre : Gaegateun nalui ohu
- Titre original : 개 같은 날의 오후
- Titre anglais : A Hot Roof
- Réalisation : Lee Min-yong
- Scénario : Cho Min-ho, Jang Jin, Lee Kyung-sik et Lee Min-yong d'après le roman de Song Jae-lee
- Musique : Lee Young-hoon
- Photographie : Seo Jeong-min
- Montage : Park Gok-ji
- Production : Sun-yeol Lee
- Société de production : Cheil Communications et Soon Film Company
- Pays :  Corée du Sud
- Genre : Comédie dramatique
- Durée : 108 minutes
- Dates de sortie : 
  -  Corée du Sud : 8 septembre 1995

## Distribution
- Ha You-mi : Lee Jeong-hee
- Chung Sun-kyoung : Jang Yoon-hee
- Lee Je-rak : Song-Ku
- Jang Jin : Seok-ho
- Son Sook : Kyong-suk
- Jeong Bo-seok : policier 1
- Lee Beom-su : policier 2
- Moon Sue-jin : le journaliste
- Ahn Suk-hwan : le caméraman

## Distinctions
Le film a été nommé au Blue Dragon Film Award du meilleur film.